# Азарово (Приволжское сельское поселение)
Азарово — деревня в Кимрском районе Тверской области. Входит в состав Приволжского сельского поселения.

## География
Находится в юго-восточной части Тверской области на расстоянии приблизительно 18 км на север-северо-восток по прямой от районного центра города Кимры на берегу озера Азаровское.

## История
Известна с 1628 года как Озарово стряпчего Бориса Петровича Воронцова. После владели помещики Зиновьевы. В 1781 году 10 дворов, в 1851-24. В 1859 году здесь (деревня Калязинского уезда Тверской губернии) было учтено 17 дворов.

## Население
Численность населения: 62 человека (1781 год), 129 (1851)), 140 (1859 год), 4 (русские 100 %) в 2002 году, 9 в 2010.